# Communauté de communes du Châtillonnais
Die Communauté de communes du Châtillonnais ist ein ehemaliger französischer Gemeindeverband (Communauté de communes) im Département Marne und der Region Champagne-Ardenne. Er wurde am 9. März 1995 gegründet. Mit Wirkung vom 1. Januar 2014 fusionierte der Gemeindeverband mit der Communauté de communes Ardre et Tardenois und bildete so die neue Communauté de communes Ardre et Châtillonnais.

## Ehemalige Mitgliedsgemeinden
- Anthenay
- Baslieux-sous-Châtillon
- Belval-sous-Châtillon
- Binson-et-Orquigny
- Champlat-et-Boujacourt
- Châtillon-sur-Marne
- Cuchery
- Cuisles
- Jonquery
- La Neuville-aux-Larris
- Olizy
- Passy-Grigny
- Reuil
- Vandières
- Villers-sous-Châtillon